# Stolpervlotbrug
Stolpervlotbrug est un hameau situé dans la commune néerlandaise de Schagen, dans la province de la Hollande-Septentrionale.
L'ancien pont flottant sur le Canal de la Hollande-Septentrionale qui a donné son nom au hameau, a disparu en 1936, lors de la création du canal de Stolpen à Schagen.